# 廣田あいか
廣田 あいか（ひろた あいか、1999年（平成11年）1月31日 - ）は、日本の歌手、タレント、モデル、女優、YouTuber。愛称はぁぃぁぃ（捨て仮名表記）。アイドルグループMaison de Queenのメンバー。私立恵比寿中学の元メンバー。

## 来歴
1999年1月31日生まれ。ムーン・ザ・チャイルドに所属、子役としてCMやドラマ、テレビ東京『ファイテンション☆テレビ』に出演した。
2010年に「スターダスト芸能3部101人目を探せオーディション」を受け、スターダストプロモーションに所属。4月10日にアイドルグループ「私立恵比寿中学」に転入（加入）した（当時小学6年生）。私立恵比寿中学は2009年8月に結成されたアイドルグループで、真山りからによって結成された。
2012年11月からテレビ朝日『タモリ倶楽部』にスターダスト電車クラブの一員として不定期で出演を開始した。2015年2月に私立恵比寿中学がテレビ朝日『ミュージックステーション』に初出演すると、共演したSMAPと廣田とのやりとりが話題になった。同年春にフジテレビ『SMAP×SMAP』に出演し香取慎吾とのコントを披露した。
2012年から雑誌『Top Yell』（竹書房）において連載「廣田あいかのこのアイドルさん（のブログ）に夢中」を2018年1月号まで担当した。2013年4月から1年間、NHK Eテレ『俳句さく咲く!』に出演した。2015年夏から2017年夏までは雑誌『KERA』において連載「ぁぃぁぃのあいぱんだ村でとぅゆとぅ！」を担当した。
2014年春からアニメ『たまこちゃんとコックボー』において声優としてキャラクター「モグP」を演じた。廣田は「モグP」の衣装で始球式をすることになり、このとき衣装の制作を担当したMIYANISHIYAMAがファッションデザイナーとしての初仕事になった。2015年春に『たまこちゃんとコックボー』は映画化され、廣田は主演 星野ひよ子 役を務めた。『たまこちゃんとコックボー』が放送されていた秋田放送の主催で、2015年秋にライブイベント「私立恵比寿中学秋田分校」が初開催された。秋田分校は廣田が私立恵比寿中学を転校した後も2024年まで開催され、2025年に後輩のアイドルグループいぎなり東北産が開催する「いぎなり秋田本校」へ継承されていった。
2016年4月-6月にテレビ東京のドラマ『昼のセント酒』に遠藤早苗 役として出演した。同年のMBS・TBS系ドラマ『咲-Saki-』に片岡優希 役として出演し、2017年2月3日公開の映画版『咲-Saki-』にも同役として出演した。
2016年7月から2017年12月までTOKYO FM『リアル頑張ってる途中』のメインパーソナリティーを務めた。2017年1月31日に生誕ソロライブを初開催した（当時高校3年生）。
2017年8月下旬、来年1月をもって私立恵比寿中学から転校すると発表した。卒業前の出席番号は6、イメージカラーは黄緑だった。廣田の卒業前ラストシングル『シンガロン・シンガソン』は、廣田が大ファンであるMrs. GREEN APPLEの大森元貴によって表題曲が提供された。2018年1月3日の日本武道館公演をもって私立恵比寿中学を転校（卒業）し、同年4月20日、スターダストプロモーションとの契約を満了し退所した。
2018年4月21日にTwitterアカウント、翌22日にYouTubeチャンネル、7月16日にTikTokアカウントを続けて開設し、9月27日、UUUMに所属していることを発表した。
YouTuberとして活動し、2020年4月-9月には”ぁぃぁぃ”としてJFN系『うむラジ』のパーソナリティーを務めた。音楽活動では2019年6月に1stシングル『好きに選べばいいじゃん。』、2020年1月に1stミニアルバム『冬来りなば春遠からじ。』、2022年2月15日に2ndミニアルバム『i am』をリリースした。2023年にUUUMを退所した。
2023年9月29日、声優プロダクションのぺた株式会社とパートナー契約を発表した。同年、音楽原作キャラクタープロジェクト電音部ネオトウキョウエリア（東京電脳学園）の叶ヒカリ 役としても活動を開始する。
2023年10月25日より放送が開始されたABEMAのオーディションドキュメンタリー番組「GIRLS HERO」の参加メンバーとして出演。同年11月15日の放送回で、ガールズグループ「NEON-X（ネオンクロス）」のメンバーとしてデビューが決定したが、2024年2月末でNEON-Xのプロジェクトが終了した。3月3日に『AGESTOCK2024 in 国立代々木競技場 第一体育館《第3部》』のオープニングアクトに「GIRLS HERO」として平井桃伽と共に出演したが、その後の正式な活動は無かった。
2023年11月、ArtistspokenのWEBラジオ番組『幼馴染なふたり』が配信開始され、私立恵比寿中学の真山りかとパーソナリティーを務めている。真山とは5年10か月ぶりの共演。番組の企画で私立恵比寿中学のファンクラブイベントを廣田が訪れたり、番組で同グループの小久保柚乃と共演したりしている。
2024年8月31日、新グループMaison de Queen（メゾン・ド・クイーン）の“＋1人”メンバーとして活動することが発表される。同年9月11日開催の初ライブで約6年9ヶ月ぶりにアイドルとしての活動を再開した。メンバーカラーは青。2025年1月29日にソロデビューし、配信シングル『TokyoBaby』をリリースした。

## 人物
- 趣味は、歌を歌うこと、詩を書くこと、鉄道（内装デザイン）、地図を見ること、料理、友だちの相談にのること など。特技は、片手ロンダート、目のリレー、ツイ消しなど。
- 好物は寿司、焼肉、モツ鍋、アイスクリームなど。嫌いな物は玉葱の芯だが、自身のブログにて、嫌いな物はほとんどないと述べている。
- 血液型はA型、MBTIはINFJ[9]。
- 利き手（箸、ペン、投球）は左。ケータイのみ右。エビ中在籍時、唯一の左利きメンバーだった。

### ファッション
- ネオンカラー、レインボーカラーを好む。
- 雑誌『KERA』（ジェイ・インターナショナル）で連載を持っていた。

### 鉄道ファン
- 『タモリ倶楽部』（テレビ朝日）の鉄道企画では準レギュラーとなっているが、タモリ電車クラブではなくスターダスト電車クラブのメンバー（会員No.0004）である。
- 鉄道では特に東京メトロが好きと語っている。一番好きな車両は千代田線16000系[10]。その為、自身のソロ曲「ぁぃぁぃと行く日本全国鉄道の旅」において千代田線について歌っている。また、丸ノ内線02系の内装デザインについて語っていた。
- 丸ノ内線四ツ谷駅1番線のホームドアを電車が出る時の風がいいと言う理由で気に入っている。
- 幼少期を長野県駒ヶ根市で過ごしたという縁で駒ヶ根市の「こまがね応援団」に就任、飯田線駒ケ根駅開業100周年を祝った[11]。
- ソロ楽曲「ぁぃぁぃと行く日本全国鉄道の旅」を配信。この楽曲用の衣装（鉄道社員の制服を模した物）がある。2015年の『坂崎幸之助のももいろフォーク村NEXT』（フジテレビNEXT）にてももいろクローバーZの佐々木彩夏とコラボで披露した。なお、当日は「ぁぃぁぃとあーりんと行く日本全国鉄道の旅」の曲名で披露された。『GIRLS' FOLKTORY 17』（フジテレビONE・フジテレビTWO・フジテレビNEXT）でも再びコラボした。

### 私立恵比寿中学
- キャッチフレーズは「今日も愛の華を咲かせます。ミラクルマジカルマスコット☆」
- 自己紹介は「ぁぃぁぃ（ぁぃぁぃ）ぁぃぁぃ（ぁぃぁぃ）廣田あいかだよ〜（ぁぃぁ〜ぃ!）（ここまで「童謡アイアイ」にのせて）今日も愛の華を咲かせます。ミラクルマジカルマスコット☆出席番号6番 ぁぃぁぃこと廣田あいかです。」
- メンバーカラーは黄緑
- 声に特徴があり、普段はアニメ声で話すが、歌の時は激しいシャウトを披露するなど一変する。
- ももいろクローバーZの佐々木彩夏、元PASSPO☆の根岸愛を敬愛している。アイドルブログ評論の雑誌連載をもつほどのアイドル好き（後述[12]）。
- 2014年6月22日、マツダスタジアムで行われたプロ野球交流戦、広島―北海道日本ハム戦の始球式を務め[13]、声優を務める食育アニメ「たまこちゃんとコックボー」のキャラクター「モグP」の衣装で登場した[14]。この衣装を製作したのがMIYANISHIYAMA[15]で、ファッションデザイナーとしての初仕事だった[16]。その後もMIYANISHIYAMAは、廣田あいかの転校公演ライブパンフレット[17]やぁぃぁぃソロライブ[18]などの衣装や、中山莉子の生誕祭。[19]の衣装を担当している。2019年12月にはフォトブック『MIYANISHIYAMA PHOTO BOOK 100万回のかわいい!!!』のモデルを廣田が務めた[20]。
- 2017年1月31日、ステラボールでセルフプロデュースによるソロライブ「ァィヵヮィィ」を開催した[21]。
- 2018年1月3日の日本武道館公演をもってグループから“転校”（脱退）することが、2017年8月31日に発表された[22]。“転校”後も芸能活動は継続する[23]。

## 出演

### テレビドラマ
- 愛の劇場「聞かせてよ愛の言葉を」（2005年、TBS）
- 昼のセント酒（2016年4月10日 - 6月26日、テレビ東京） - 遠藤早苗 役[24][25]
- 咲-Saki-（2016年、MBS・TBS系） - 片岡優希 役

### ラジオ／ポッドキャスト
- ヒャダインの"ガルポプ!"「私立恵比寿中学 廣田あいかが語るガールズポップス」（2014年、NHK-FM）
- リアル頑張ってる途中（2016年7月 - 2017年12月、TOKYO FM） - メインパーソナリティー
- 清澄高校麻雀部のオールナイトニッポンR〜映画『咲-Saki-』スペシャル〜（2017年2月3日、ニッポン放送） - 浜辺美波、浅川梨奈（当時はSUPER☆GiRLS所属）と共演
- うむラジ（2020年4月5日 - 9月27日、JFN系） - パーソナリティー（ぁぃぁぃ名義で出演）
- 幼馴染なふたり（2023年11月12日 - 、 Artistspoken）[26] - 真山りか（私立恵比寿中学）と5年10か月ぶりに共演

### 映画
- たまこちゃんとコックボー（2015年3月28日） - 主演・星野ひよ子 役[27]
- 騒音（2015年5月23日、スールキートス）- 淡路マリナ 役[28]
- 咲-Saki-（2017年2月3日） - 片岡優希 役
- 恋は雨上がりのように（2018年5月25日）
- ブルーピリオド（2024年、ワーナー・ブラザース映画）[29]

### その他テレビ番組
- ファイテンション☆テレビ（2008年4月5日 - 10月4日、テレビ東京）
- タモリ倶楽部（テレビ朝日）
  - （2012年11月23日） - タモリ電車クラブにライバル出現!?スターダスト電車クラブ!!
  - （2013年3月15日・22日）- 85年の歴史に幕！さよなら東急渋谷駅 私、地下に潜ります。
  - （2013年11月29日・12月6日） - 小田急電鉄満喫ツアー 貸切ロマンスカーで新宿駅へ行こう。
  - （2014年8月29日・9月5日） - いよいよ来春、金沢まで開業!!北陸新幹線E7系を作ろう。
  - （2015年5月22日・5月29日） - 「祝!西武池袋線100周年　新宿→池袋行き!西武鉄道縦横無尽ツアー」
  - （2016年1月8日・1月15日） - タモリ電車クラブ、ついに西日本進出！！大阪環状線一周ツアー。
  - （2017年3月3日・3月10日） - 東京駅の地下で発見！車内販売秘密基地
  - （2017年11月24日・12月1日）- JR30周年記念大型企画 タモリ電車クラブ山手線一周ツアー(ただしプラレールで)
- 私立恵比寿中学 スペシャル☆ぁぃぁぃが選ぶアイドルソング☆（2013年1月19日、スペースシャワーTV）
- 俳句さく咲く!（2013年4月 - 2014年3月、NHK Eテレ）
- 魁!音楽番付 Eight（2014年11月20日、フジテレビ）
- SMAP×SMAP（2015年3月9日・4月13日・5月18日、関西テレビ・フジテレビ） - 香取慎吾と私立恵比スマ中学として共演。
- めざましテレビ（2015年3月26日、フジテレビ）
- おじゃMAP!!（2015年4月8日、フジテレビ）
- 鉄道生バラエティ あさテツ（2015年8月30日、テレビ朝日）
- めざましどようび（2015年10月17日、フジテレビ）
- 教科書に載せきれないニッポンのナゼ？（2015年10月28日、テレビ東京）
- 鉄道バラエティ のってけ天国！〜9割の人が知らない鉄道のウラ技＆穴場51連発（2015年12月8日、テレビ東京）
- かなちゃんのおじゃましま〜す（2016年4月20日、愛媛朝日テレビ）
- きくちから（2016年7月21日・2017年12月21日、フジテレビNEXT）
- 明石家さんまのコンプレッくすっ杯（2017年3月24日、テレビ朝日）
- 車あるんですけど…?（テレビ東京）
  - （2017年6月4日）- 灯台マニアおすすめ!美しい灯台巡りツアー
  - （2017年6月11日）- 不思議な景色マニア!都会の気になる建造物ツア
  - （2018年2月11日）- 美人鉄道マニア!東京近郊のオススメ鉄道スポット
  - （2018年8月5日）- 今や山手線でもたった一つ!消えゆく踏切絶景ドライブ&新常識
  - （2018年12月22日）- 美女が体感!ゲーミングハウスとは!?eスポーツ衝撃の世界
- この差って何ですか？（2017年7月4日・8月29日、TBSテレビ）
- ヒルナンデス！（2017年8月25日、日本テレビ系）
- 笑神様は突然に…（2018年9月27日、日本テレビ系）
- 爆走ロケハンター（2018年12月20日・2019年1月10日、TOKYO MX）
- 沼にハマってきいてみた（NHK Eテレ）
  - （2019年3月5日）「音フェチ」
  - （2022年10月25日）「送電鉄塔」[30][注 1]
- スマイルすきっぷ〜明日の元気をフルチャージ!〜（2019年3月15日、TBSテレビ）
- 有吉反省会（2020年2月1日・2月8日・2月15日、日本テレビ系）
- やりすぎ都市伝説（2022年9月23日、テレビ東京） - やりすぎ都市電鉄コーナーに出演

### 声優
- たまこちゃんとコックボー（ユニキャラプロジェクト、広島ホームテレビ） - モグP 役

### CM
- 小田急電鉄「小田急ロマンスカー」
- ナショナル
- 花王「ビオレハンドソープ」
- 日本マクドナルド「ハッピーセット」
- ECCジュニア
- クリナップ
- イーオン広告
- 東京ディズニーシー

### その他
- SEIKO MATSUDA「着物ファッションショー」
- カメラ型iPhoneケース「GIZMON iCA feat.あいか」配色デザイン
- ナショナルジオグラフィック 日本版 Webナショジオ・インタビュー[32]
- ダンマスワールド3・1部「LOVE GENERATION 21」（2021年9月23日、品川ステラボール） - 「ぁぃぁぃ×新希咲乃チーム」として
- ニコニコ超会議2022 超踊ってみた DAY1「LOVE GENERATION 21 ラストステージ」（2022年4月29日、幕張メッセ） - 同上
- キャラクタープロジェクト『電音部』（2023年、叶 ヒカリ 役） - 「ぁぃぁぃ」として
- 共栄大学 国際経営学部 特別講師 コンテンツビジネス論（2024年11月20日）[33]

## 作品

### ディスコグラフィ

#### シングル
|   | 発売日        | タイトル                 | 規格品番                              | 収録曲                                                                    |
| - | ------------- | ------------------------ | ------------------------------------- | ------------------------------------------------------------------------- |
| 1 | 2019年6月17日 | 好きに選べばいいじゃん。 | UUUM-0007（CD） bigup13003317（配信） | 1. ミュートすればいいじゃん。 2. 好きに生きたらいいとおもうよ 3. 取捨選択 |

#### 配信シングル
|   | 発売日        | タイトル             | 規格品番        | 収録曲                  |
| - | ------------- | -------------------- | --------------- | ----------------------- |
| 1 | 2023年1月31日 | process              | bigup13519839   | 1. process              |
| 2 | 2025年1月30日 | TokyoBaby            | TCJPR0001300751 | 1. TokyoBaby            |
| 3 | 2025年2月10日 | 一方通行進曲 (Remix) | TCJPR0001309382 | 1. 一方通行進曲 (Remix) |

#### ミニアルバム
|   | 発売日        | タイトル               | 規格品番                              | 収録曲                                                                                  |
| - | ------------- | ---------------------- | ------------------------------------- | --------------------------------------------------------------------------------------- |
| 1 | 2020年1月31日 | 冬来りなば春遠からじ。 | UUUM-0016（CD） bigup13062010（配信） | 1. 透徹論 2. 東京には住まない！ 3. 時節 4. 小春日和 5. 花笑み、かくれんぼ 6. ねむの気力 |
| 2 | 2022年5月15日 | i am                   | bigup13361330（配信）                 | 1. 一方通行行進曲 2. chapter 6 3. じだらく 4. vision 5. distance                        |

#### 参加作品
| リリース日    | アーティスト・タイトル                                    | 曲名                         |
| ------------- | --------------------------------------------------------- | ---------------------------- |
| 2017年2月1日  | 清澄高校麻雀部 『きみにワルツ/NO MORE CRY』               | 「きみにワルツ/NO MORE CRY」 |
| 2017年3月29日 | 『JNR to JR〜国鉄民営化30周年記念トリビュート・アルバム』 | 「春夏秋冬(JR貨物社歌)」     |
| 2020年5月27日 | 『ONE PIECE MUUUSIC COVER ALBUM』                         | 「BON VOYAGE!」              |

## 書籍

### 写真集
- 廣田あいかDVDブック『AIAI RAILWAY TRIP』（2015年3月10日、ワニブックス） ISBN 978-4-8470-4733-6
- 廣田あいか写真集「am Tokyo Girl's Way」（2016年7月27日 SDP） ISBN 978-4-9069-5338-7

### 電子書籍
- 私立恵比寿中学 廣田あいかの鉄道紀行 〜JR飯田線・こころの旅編〜 (CotoBon) （2014年6月13日、エムオン・エンタテインメント）

### 雑誌
- ニコ☆プチ（新潮社）読者モデル
- Top Yell（竹書房） - 「廣田あいかのこのアイドルさんに夢中」（2012年7月号 - 2018年1月号）連載
- KERA （ジャック・メディア） - 「ぁぃぁぃのあいぱんだ村でとぅゆとぅ!」（2015年夏 - 2017年夏）連載
- IDOL AND READ 003（2015年3月） 表紙
- UTB（2015年4月号、ワニブックス）
- KERA （ジャック・メディア）（2015年1月号、8月号、12月号、2016年4月号、2017年1月号） 表紙
- 月刊アイドル新聞（2015年6月号、日刊スポーツ新聞社） 表紙
- JTB時刻表（JTBパブリッシング）（2016年7月号、2017年3月号、4月号）
- JTB小さな時刻表（JTBパブリッシング）（2016年7月号） 表紙
- ヤングガンガンNo.2（スクウェア・エニックス）（2017年1月20日号） 表紙
- IDOL FILE Vol.35（2025年4月11日、ROCKS ENTERTAINMENT）- 安本彩花と共に掲載[34]